# Ariadnaria borealis
Ariadnaria borealis is een slakkensoort uit de familie van de Capulidae. De wetenschappelijke naam van de soort is voor het eerst geldig gepubliceerd in 1829 door Broderip & G. B. Sowerby I.